# Sky Katz
Skylar Jade Katz (Melville, 12 de dezembro de 2004) mais conhecida como Sky Katz, é uma rapper e atriz americana.

## Biografia
Skylar é natural de Melville, Nova York. A estrela em ascensão começou a demonstrar interesse em vários campos, como música e esportes desde a infância. No entanto, ela mais tarde optou por se concentrar na música e fazer uma carreira com ela. Detalhes sobre sua educação não foram divulgados.

## Filmografia

### Séries televisivas
- Raven's Home (2017 - Em curso)
- Surviving Summer (TBA)

## Programas televisivos
- America's Got Talent, talent show (2016) - concorrente

## Discografia

### Singles
- Fall Back (2018)
- Like This (feat. Lil Tjay) (2019)
- Saucy (2019)
- Crushin (2020)
- Back at It (2020)